# Zenata (Algèria)
|  | Per a altres significats, vegeu «Zenata». |

Zenata és una ciutat i municipi a la província de Tlemcen al nord-oest d'Algèria.